# Orellana
|  | Aquest article tracta sobre l'orellana (Pleurotus ostreatus), una espècie de fong. Vegeu-ne altres significats a « Orellana (desambiguació)». |

L'orellana o gírcola (Pleurotus ostreatus) és una espècie de fong agarical, que produeix bolets comestibles en forma de ventall. És un fong saprotròfic que creix sobre troncs i soques  d'arbres planifolis produint un podriment blanc. A Europa, i a partir de la dècada del 1970, és un bolet objecte de cultiu industrial i, actualment, s'acostuma a localitzar en la majoria de botigues i supermercats amb la denominació comercial de gírgola. Creix de manera natural en boscos de muntanya temperats de tot el món, des de finals de tardor fins a principis de primavera.

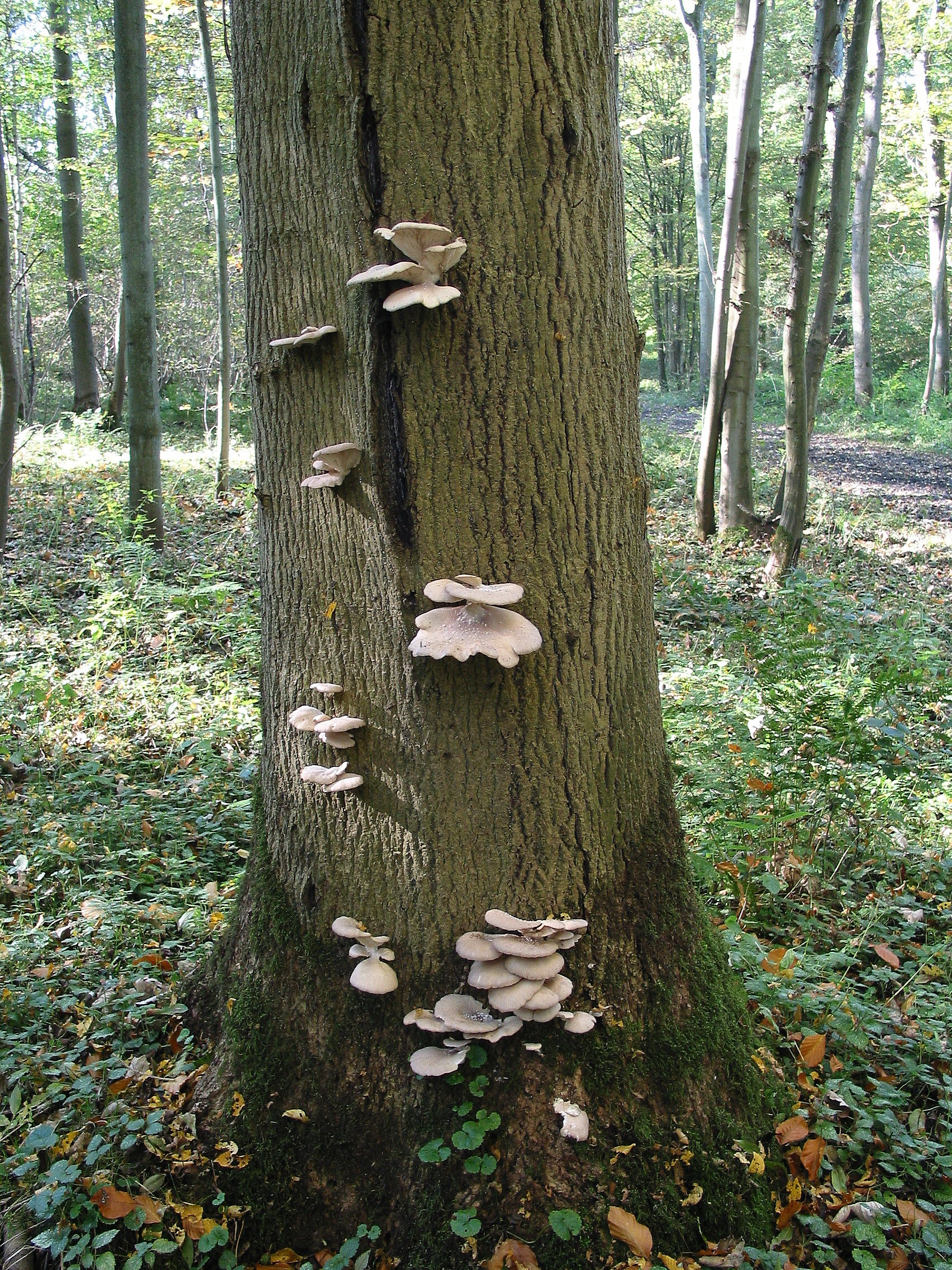
Orellanes (Pleurotus ostreatus) sobre tronc viu d'un caducifoli.

## Taxonomia
Descrita i il·lustrada per primera cop pel botànic neerlandès NJ Jacquin l'any 1773 com Agaricus ostreatus. L'any 1871, P. Kummer trasllada l'espècie al gènere Pleurotus.
Presenta un gran polimorfisme fet que ha afavorit la descripció de nombroses varietats o formes. Avui dia, diverses es consideren espècies autònomes: 
- Pleurotus columbinus Quél., anteriorment Pleurotus ostreatus var. columbinus (Quél.) Quél.
- Pleurotus cornucopiae (Paulet) Quél., anteriorment Pleurotus ostreatus var. cornucopiae (Paulet) Pilát
- Pleurotus euosmus (Berk.) Sacc., anteriorment Pleurotus ostreatus var. euosmus (Berk.) Massee
- Pleurotus pulmonarius (Fr.) Quél., anteriorment Pleurotus ostreatus f. pulmonarius (Fr.) Pilát

## Iconografia
Michael E, Schmalfuss A, 1898.
André Marchand,1986

## Etimologia
Pleurotus significa "de costat" perquè el barret creix de gairell i la cama és lateralitzada; ostreatus indica que el barret té l'aspecte d'ostra.

## Noms comuns
Bolet d'om, bolet de xop blau, clopissa (Cerdanya), clopissó, orellana de pollancre, pollancró, auriana, gírgola orellana, clopina (Alt Urgell), gírgola d'arbre, gírgola de clop, gírgola de bec, gírgola o de vegades giragola.
En la majoria de llengües el nom comú fa referència a l'aspecte d'ostra: oyster mushroom (eng), pleurote en huître (fr), ostronmussling (sv), blågrå østerssopp (no), hiratake (jp), però també a orella, com en català: orecchione (it).

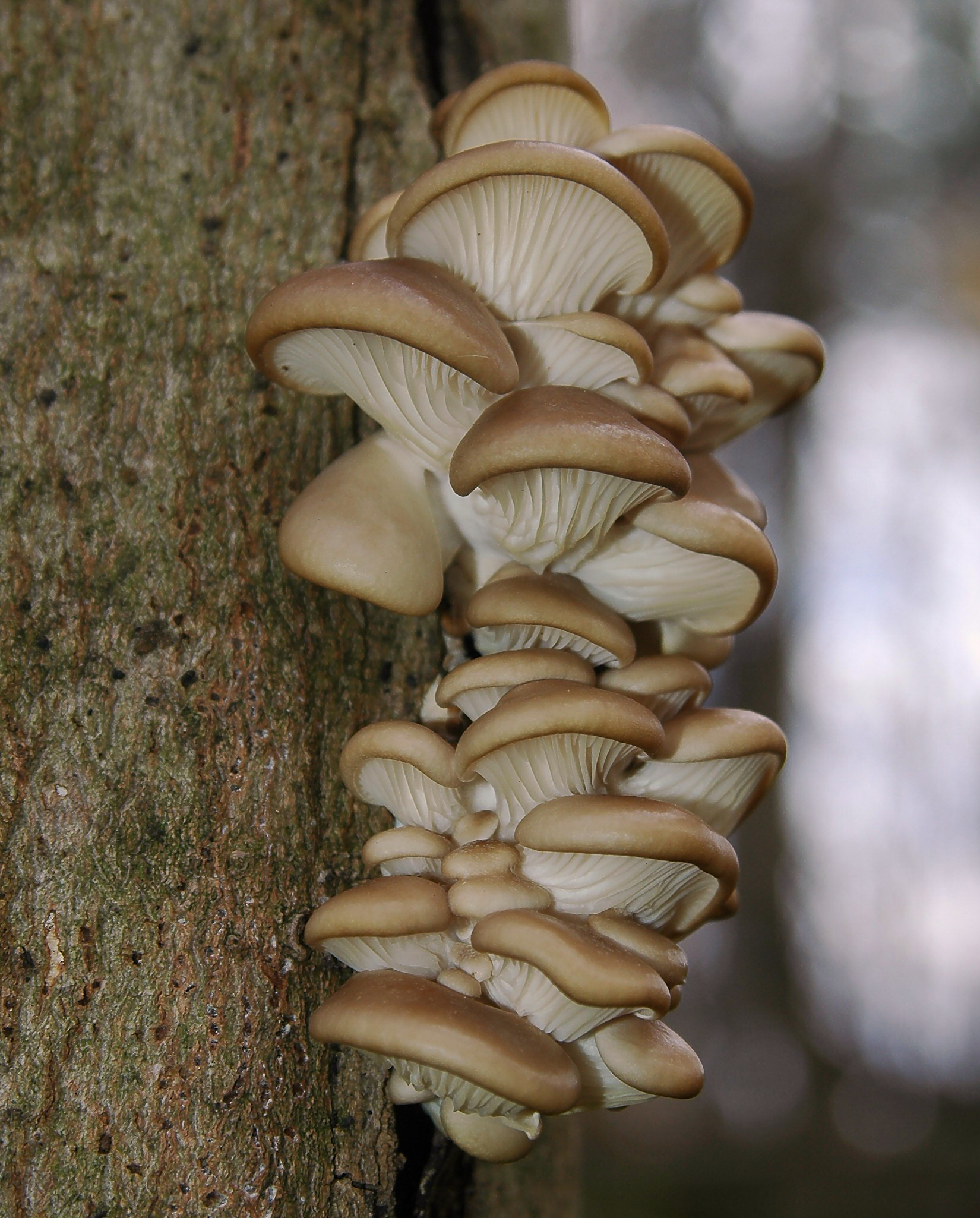
Flota d'orellanes joves (Pleurotus ostreatus) sobre un tronc de caducifoli.

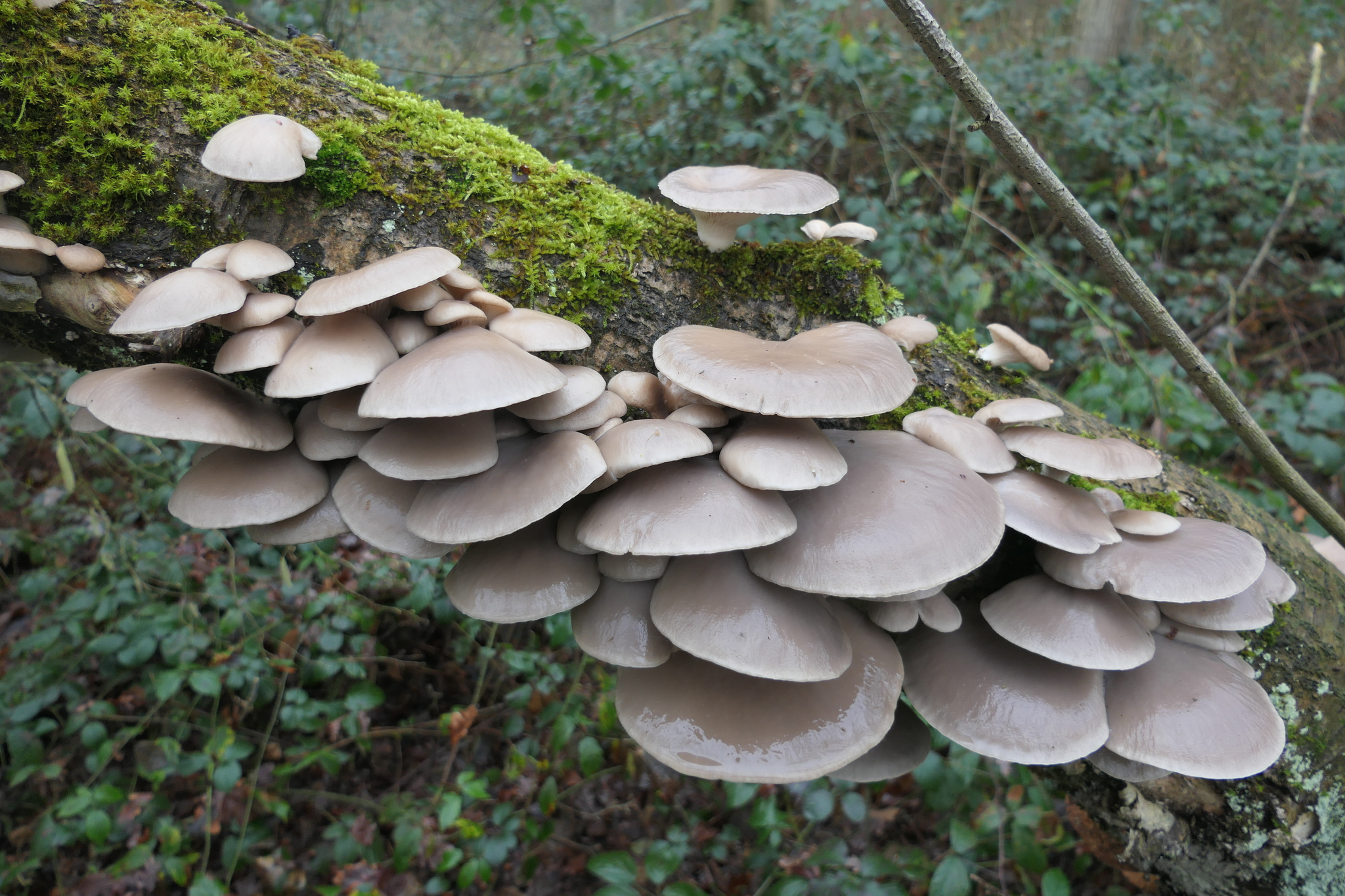
Orellanes (Pleurotus ostreatus)

## Descripció
Barret de gris fosc a gris negrós, bru grisenc, gris, gris blavós o bru groguenc; de 50-150 mm, en forma de ventall, petxina o espatulada; marge involut en el jove, aprimat en madurar; convex en el jove però estès en l'adult; superfície lleugerament viscosa, lleugerament pubescent al centre.
Làmines decurrents, relativament primes, denses, de blanques a 'ocre pàl·lid a gris pàl·lid.
Cama de lateral a excèntrica, reduïda a un peu de 1-2 cm o absent, sòlida, tomentosa a la base, blanca.
Carn de blanca a blanquinosa; escassa excepte vora el peu; elàstica; dolça al tast, astringent; olor fungoide.
Espores  (7-)8-12,5 x (2-)3-4,5(-5,5) μm, cilíndriques; basidis (2-)4-espores; cistidis absents, però basidiols lecitiformes presents; dipòsit esporal de blanquinós a gris liliaci pàl·lid.
Sistema hifal monocític, hifes generatives de parets primes a més aviat gruixudes amb fíbules; pileipellis tipus cutis.
Els bolets de cultiu que es comercialitzen al mercat poden tenir un aspecte diferent de les formes silvestres.

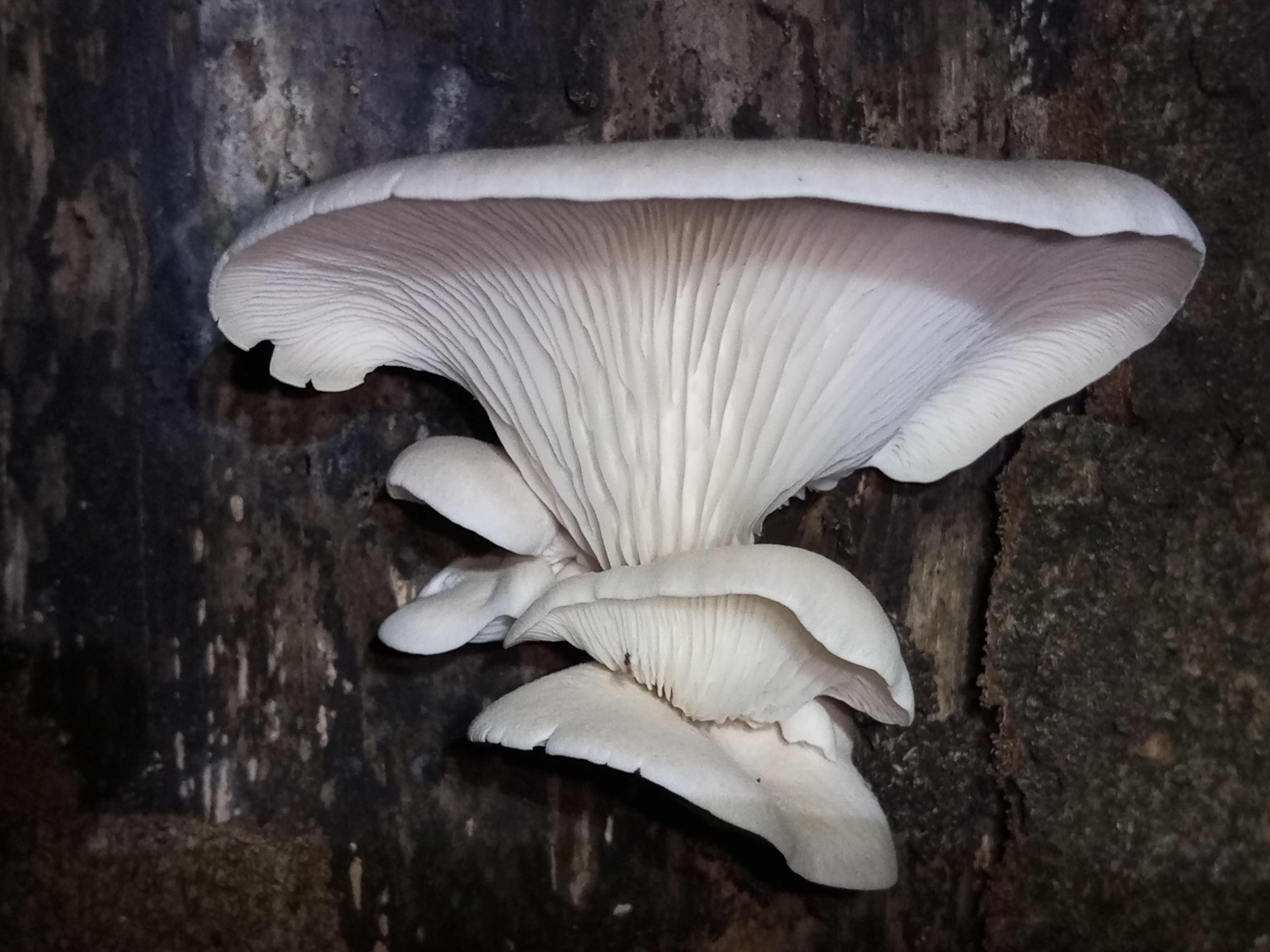
Revers d'una flota d'orellanes (Pleurotus ostreatus)

## Hàbitat
Tardoral, des d'inicis de tardor fins a primavera. És un fong saprotròfic o paràsit dèbil, creix formant flotes sobre troncs de caducifolis vius i morts, més corrent sobre faig i pollancre, rar sobre coníferes. Acostuma a colonitzar la fusta del tronc i les branques més gruixudes, ja sigui caigudes o arbres en peu, sobre el que poden aparèixer a diversos metres d'alçada.
En cultiu, el miceli de l'orellana creix sobre substrats lignocel·lulòsics molt diversos com ara palla, paper, marro de cafè, polpa de gra de cafè i clofolla d'arròs.
És una de les 700 espècies de fongs nematòfags coneguts. El seu miceli pot capturar, matar i digerir nematodes. Es creu que és una forma per la qual el miceli d'orellana pot obtenir nitrogen.

## Distribució geogràfica
L'orellana és molt estesa en els boscos temperats i subtropicals de la major part del món.

## Espècies semblants

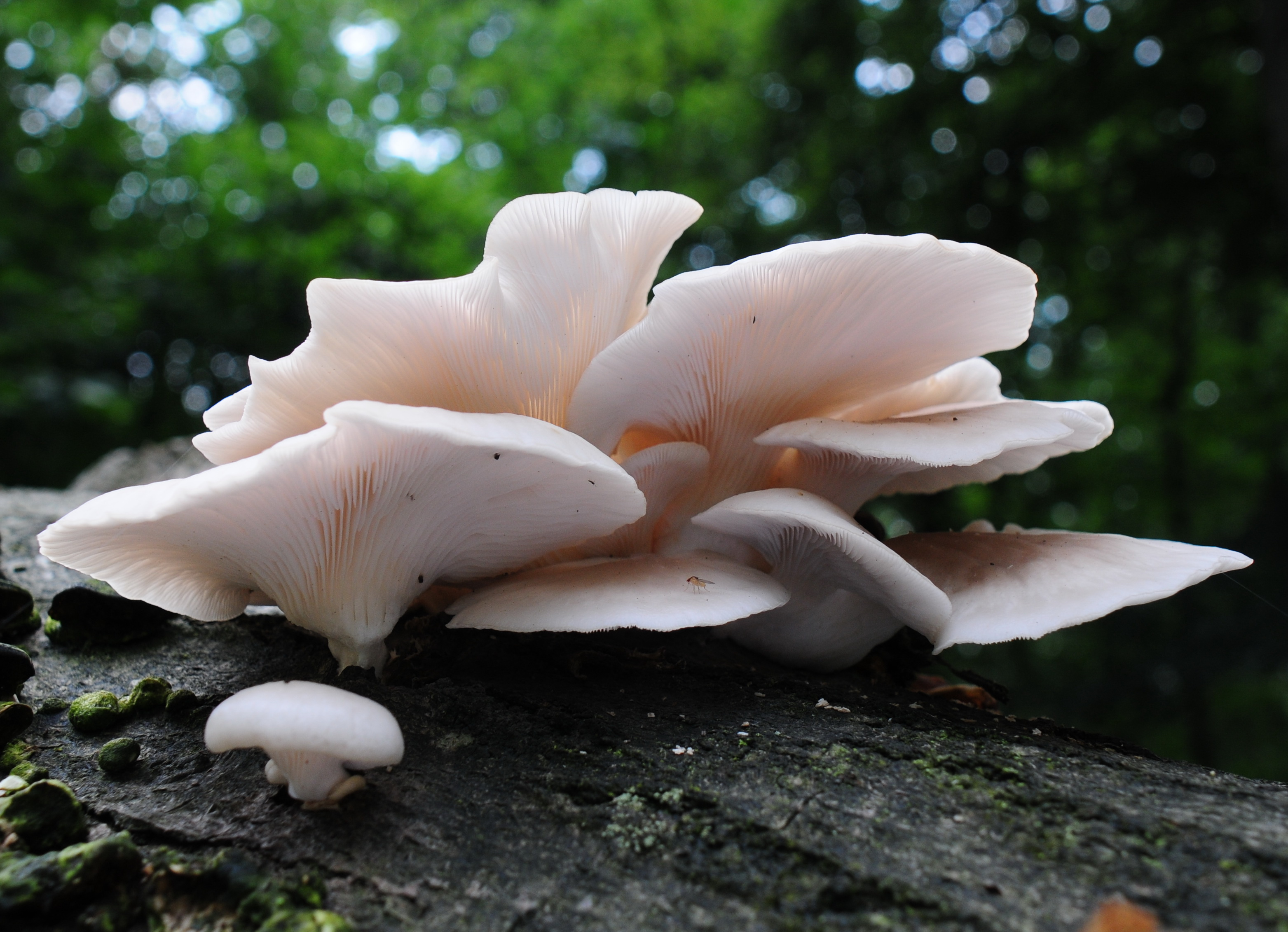
Orellana d'estiu (Pleurotus pulmonarius)

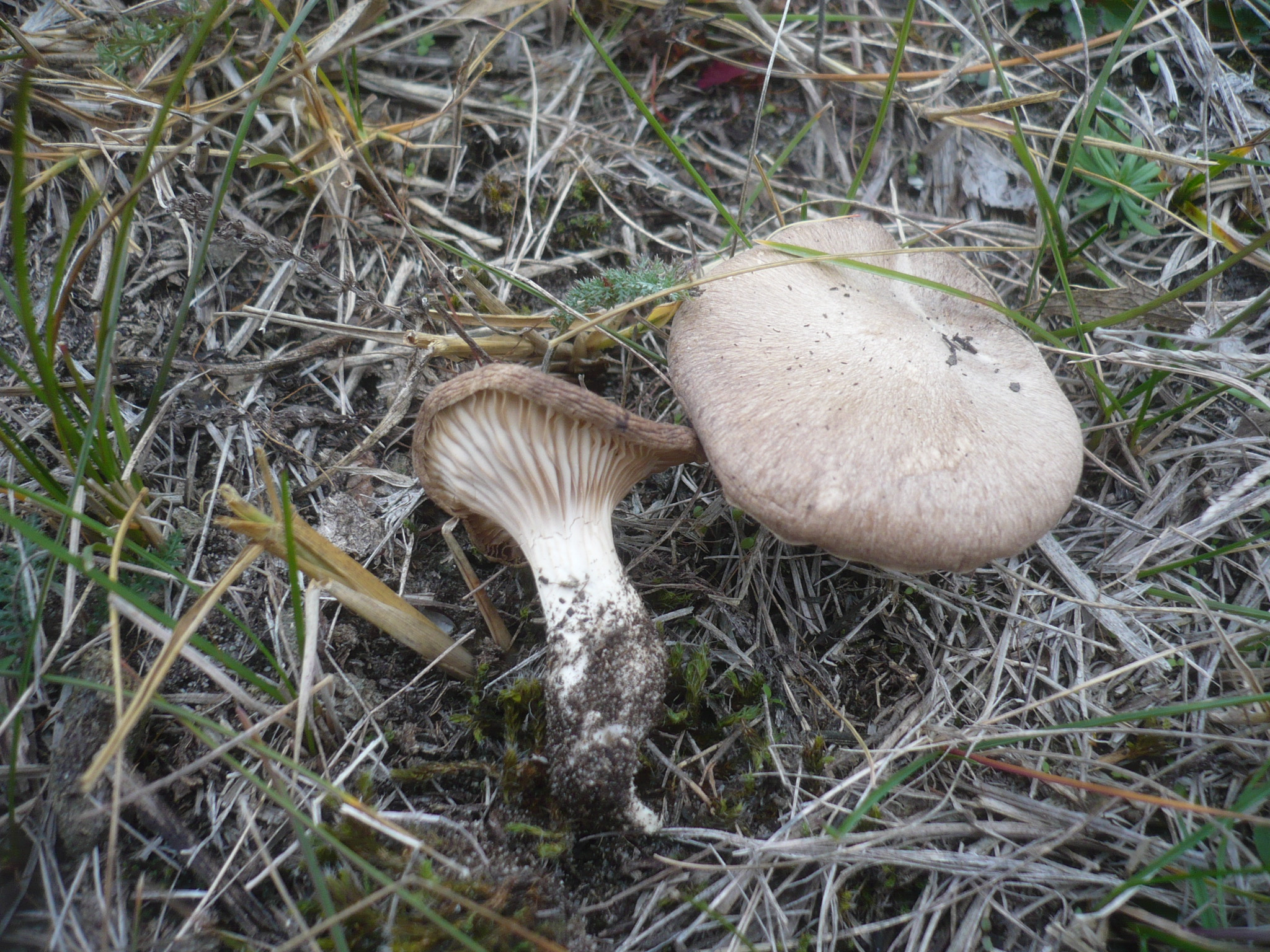
Gírgola de card (Pleurotus eryngii)

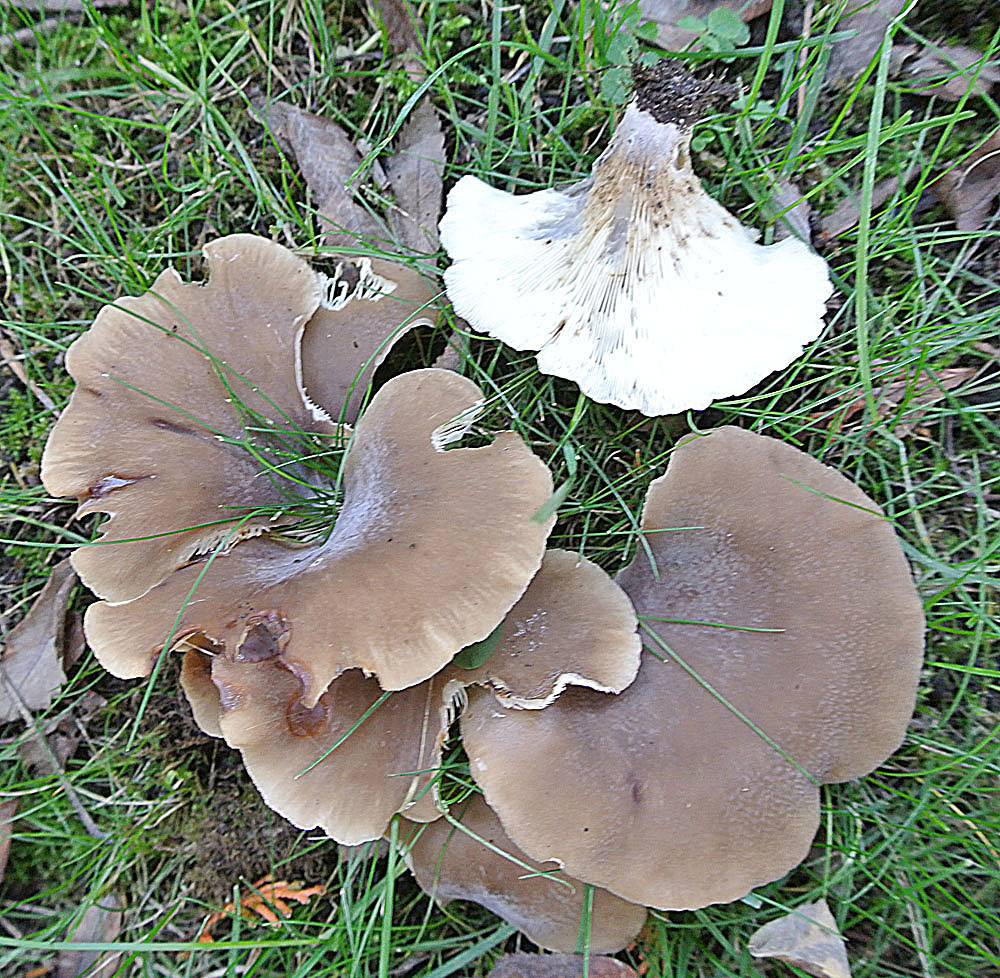
Orellana de terra (Hohenbuehelia petaloides)

- L'orellana d'estiu (Pleurotus pulmonarius) és de color més pàl·lid, de blanc a bru grisenc clar, prefereix climes més càlids i fructifica a l'estiu i inicis de tardor.
- L'orellana de salze (Pleurotus ostreatus var. praecox) és menor, de tonalitats bru rosàcies, creix sobre fusta de salzes i bedoll i de març a setembre.
- La gírgola de card o de panical Pleurotus eryngii disposa d'una cama central, consistent, que connecta amb les rels de diferents d'umbel·líferes (Apiàcies).
- L'orellana de suro o gírgola de surera ( Pleurotus dryinus ) té el  barret massís, de carn engruixida i de superfície escamosa i amb restes de vel en el marge i recobrint la cama. El companyol d’om (Hypsizygus ulmarius) és similar però sense restes de vel.
- L'orellana de terra  o gírgola de marina (Hohenbuehelia petaloides) creix al terra, sobre rels o vora soques, té la superfície del barret recoberta d'una capa gelatinosa que s'esquerda concèntricament en envellir i la seva carn té una forta olor farinosa.
- La gírgola de corn ( Pleurotus cornucopiae ) forma barrets menys carnosos, de làmines anastomosades formant un reticle i llargament decurrents sobre una cama també més llarga i central. És primerenca, fructifica des de maig a juliol.
- L'orellana de cama groga ( Sarcomyxa serotina ) té el barret de color verd olivaci i les làmines i la cama groc ataronjades.
- L'orellana de pi (Pleurocybella porrigens ) té el barret de blanc a crema pàl·lid, de carn aprimada, creix sobre troncs, soques o estellicons de pins. Les làmines convergeixen entre elles i no arriben a la cama. És un bolet que ha causat enverinament pel que no s'ha de consumir.[3][16][17]

## Nutrició i gastronomia
L'orellana és un bolet gastronòmicament molt apreciat, tot i que la gírgola de panical o gírgola de card (Pleurotus eryngii) es considera de qualitat superior.
L'orellana és una font important de seleni. El seleni és molt important per al metabolisme humà, i s'ha demostrat que és un dels micronutrients que posseeixen un major efecte antioxidant i de protecció contra alguns tipus de càncer. Tant l'orellana com la gírgola de panical tenen un alt contingut en polisacàrids i tenen una acció beneficiosa sobre el sistema immunitari.
Comparteix amb la resta de bolets comestibles el fet de contenir un tipus de glúcids que els enzims humans no poden digerir, però que poden ser fermentats parcialment pels bacteris del còlon de manera que es comporten a l'aparell digestiu humà de manera similar a la fibra alimentària. La fibra i aquests glúcids s'inflen amb l'aigua i regulen el trànsit intestinal.
L'orellana  augmenta l'excreció d'àcids biliars i té propietats antioxidants i hipocolesterolemiants.

## Immunologia
Les espores de l'orellana (Pleurotus ostreatus) tenen propietats al·lergèniques i poden causar inflamació dels alvèols pulmonars després de la inhalació. És un risc seriós per al personal que treballa en plantes de producció d'aquests bolets.

## Cultiu
A nivell europeu el cultiu d'aquest bolet sembla que es va iniciar a Hongria. Actualment representa el 25% de la producció mundial de bolets i no representa una competència seriosa pel xampinyó o altres bolets asiàtics cultivats..
Inicialment practicat sobre troncs sembrats i enterrats, ara es realitza sobre un substrat pasteuritzat de residus vegetals mantinguts a una temperatura de 18°, amb el grau d'humitat i ventilació adequats, en bosses de plàstic perforades o en safates en cellers forçats.
Ara és possible cultivar bolets a casa, en grans bosses de serradures o gràcies a kits llestos per cultivar.
El cultiu de bolets es fa principalment per cultiu de llit de fongs, però els bolets similars als bolets naturals es poden cultivar utilitzant mètodes de cultiu de troncs com ara "arbre curt", "arbre llarg normal" i "tallant arrels". Les llavors estan disponibles de diversos fabricants i el cultiu casolà és fàcil.
Hi ha moltes espècies d'arbres que es poden utilitzar per al cultiu de troncs. Els arbres més adequats són el faig, el pollancre, el noguer, el salze, la pomera, l'àlber, l'auró i el vern. Bàsicament, es poden utilitzar la majoria d'arbres de fulla ampla, però les fustes dures com el castanyer, les espècies del gènere Quercus i els arbres amb alt contingut en olis essencials no són adequats.

### Característiques del cultiu
- La temperatura òptima pel creixement del miceli és d'uns 25 ℃. Pel que fa a la fructificació, l'interval de temperatura es situa entre els [10] 13 -16 [20] ℃.
- El miceli tolera un rang de pH molt ampli, de 3 a 11, però el creixement micelià òptim és al voltant de pH 6,5 .
- La concentració òptima de diòxid de carboni per al creixement del cos fructífer és del 0,1% o menys. Si supera el 0,3%, fel peu s'allarga i hi ha malformacions del barret. Si supera el 0,6%, el barret pot sol formar-se.
- La intensitat de la llum durant el desenvolupament del cos fructífer és de 200 a 500 lux
- La humitat recomanada és de 80% o més